# Peperomia psilostachya
Peperomia psilostachya là một loài thực vật có hoa trong họ Hồ tiêu. Loài này được C.DC miêu tả khoa học đầu tiên năm 1893.